# Tribunal de Execução de Penas dos Açores
O Tribunal de Execução de Penas dos Açores é um Tribunal português especializado, sediado em Ponta Delgada, nos Açores, com competência para a apreciação jurisdicional da execução das penas criminais. Tem jurisdição territorial sobre a Comarca dos Açores.